# Kabongo
Kabongo este un oraș în  provincia Katanga, Republica Democrată Congo. În 2012 avea o populație de 14 715 de locuitori, iar în 2004 avea 12 486.